# Eldorado (Illinois)
Eldorado je grad u američkoj saveznoj državi Ilinois. Prema popisu stanovništva iz 2010. u njemu je živjelo 4.122 stanovnika.